# Климаниховский
Климаниховский (хак. Климаниховскай) — посёлок в Боградском районе Хакасии. Входит в Знаменский сельсовет.

## География
Расположен на левом берегу Красноярского вдхр. (р. Енисей). Находится в км на от райцентра — с. Боград. Расстояние до ближайшей ж.-д. ст. км, до аэропорта г. Абакана — км. Одна улица — Енисейская. Автодорога местного значения Боград — Знаменка — Климаниховский

## История
Основано в 1930. В 1976 г. Указом Президиума ВС РСФСР поселок «Заготзерно» переименован в Климаниховский.

## Население
| 2002 | 2010 |
| ---- | ---- |
| 53   | ↘39  |

на 2023 год состоит из 15 человек